# Moncure D. Conway
Moncure Daniel Conway (17 de marzo de 1832 - 15 de noviembre de 1907) fue un ministro abolicionista y escritor radical estadounidense. En varios momentos de su vida se identificó como metodista, unitario y librepensador. Descendía de familias patrióticas y patricias de Virginia y Maryland, pero pasó la mayor parte de las últimas cuatro décadas de su vida en el extranjero, en Inglaterra y Francia. Allí escribió biografías de Edmund Randolph, Nathaniel Hawthorne y Thomas Paine, y su propia autobiografía. Lideró a los librepensadores en la South Place Chapel de Londres, ahora llamada Conway Hall en su honor.

## Familia
Los padres de Conway descendían de una familia adinerada e influyente de Virginia. Su padre, Walker Peyton Conway, era un granjero rico, juez del condado y representante estatal. Su casa, conocida como Conway House, aún se erige en 305 King Street (también conocida como River Road), a lo largo del río Rappahannock. La madre de Conway, llamada Margaret Stone Daniel Conway, era nieta de Thomas Stone de Maryland (firmante de la Declaración de Independencia de los Estados Unidos). Además de llevar la casa, practicaba la homeopatía, que aprendió de su padre médico. Ambos padres eran metodistas; su padre había abandonado la iglesia episcopal y su madre era presbiteriana, y organizaron reuniones metodistas en su casa, hasta que finalmente se construyó una iglesia adecuada en Fredericksburg. Un tío, el juez Eustace Conway, defendió los derechos de los estados en la Asamblea General de Virginia (al igual que Walter Conway). Otro tío, Richard CL Moncure, sirvió en lo que más tarde se convirtió en la Corte Suprema de Virginia. Era un laico en la Iglesia Episcopal, y se hizo conocido por su integridad y su odio a la intolerancia. Su tío abuelo, Peter Vivian Daniel, sirvió en la Corte Suprema de los Estados Unidos, donde defendió la esclavitud y la Ley de Esclavos Fugitivos de 1850, incluso en la Decisión Dred Scott de 1857.
Más tarde, dos de sus tres hermanos lucharon en la Guerra de Secesión, del lado de la Confederación. Según se sabe, su oposición a la esclavitud provino del lado materno de la familia, en particular de su bisabuelo Travers Daniel (juez del Tribunal de Stafford, fallecido en 1824) y de su propia madre (que huyó a Easton, Pensilvania y vivió con su hija y su yerno, el profesor Marsh, después del estallido de la Guerra de Secesión), así como de sus experiencias de infancia. No obstante, durante su juventud, Moncure Conway adoptó brevemente una posición a favor de la esclavitud bajo la influencia de un primo, el editor de Richmond, John Moncure Daniel, él mismo un protegido del juez Daniel.

## Primeros años de vida
Conway nació en Falmouth, Virginia.
Después de asistir a la Academia Clásica y Matemática de Fredericksburg (alma mater de George Washington y otros virginianos famosos), Conway se educó, como su hermano mayor, en el Dickinson College, afiliado a los metodistas, en Carlisle, Pensilvania, donde se graduó en 1849. Durante su tiempo en Dickinson, Conway ayudó a fundar la primera publicación estudiantil de la universidad y fue influenciado por el profesor John McClintock, lo que lo llevó a abrazar el metodismo y a cuestionar la esclavitud, a pesar de que esa controversia estaba comenzando a dividir la denominación. En Fredericksburg, su tío Eustace financió la facción pro-esclavitud de la Conferencia Sur y su padre la facción antiesclavitud de la Conferencia de Baltimore.
Mientras estaba en Cincinnati, Conway se casó con Ellen Davis Dana, quien era unitaria, feminista y abolicionista. Durante el largo matrimonio la pareja tuvo tres hijos (de los cuales dos sobrevivieron la infancia) y una hija. Ellen murió de cáncer en 1898. A pesar de la tensión previa con su propia familia por su oposición a la esclavitud, Moncure Conway llevó a su novia a conocerlos, durante lo cual Ellen rompió una restricción social sureña al abrazar y besar a una joven esclava frente a miembros de la familia; Después de esto, pasarían 17 años antes de que Conway se reconciliara con su familia.

## Carrera
Luego de una crisis moral causada por ver el linchamiento de un hombre negro cuyo nuevo juicio había sido ordenado por el Tribunal de Apelaciones, Conway estudió derecho durante un año en Warrenton, Virginia, y se convirtió en ministro metodista de circuito. Conway había publicado por su cuenta su primer folleto en 1850, "Escuelas libres en Virginia: una petición de educación, virtud y ahorro, vs. Ignorancia, vicio y pobreza", pero no había podido convencer a los políticos locales de seguir sus recomendaciones, particularmente porque la facción pro-esclavitud creía que esa educación universal estaba influenciada por las costumbres del Norte. Su circuito de Rockville incluía su estado natal y Washington D. C. a través de Rockville, Maryland, donde conoció al cuáquero Roger Brooke, a quien consideraba su primer abolicionista declarado, a pesar de su relación familiar con el jurista Roger Brooke Taney. En 1853, después de ser reasignado a un circuito alrededor de Frederick, Maryland y poco después de que su querido hermano mayor Peyton muriera de fiebre tifoidea y su asistente Becky de otra, Moncure Conway abandonó la iglesia metodista y entró en la escuela de teología de la Universidad de Harvard para continuar su viaje espiritual. Antes de graduarse en 1854, conoció a Ralph Waldo Emerson y cayó bajo la influencia del trascendentalismo, además de convertirse en un abolicionista declarado después de conversaciones con Theodore Parker, William Lloyd Garrison, Elizabeth Cady Stanton y Wendell Phillips.

### En América
Después de graduarse de Harvard, Conway aceptó una invitación de la Primera Iglesia Unitaria de Washington D. C., pero fue invitado a buscar otro puesto después de enunciar puntos de vista abolicionistas. Además, cuando Conway regresó a su Virginia natal, su rumoreada conexión con un intento de rescatar al esclavo fugitivo Anthony Burns en Boston, Massachusetts  despertó una amarga hostilidad entre sus antiguos vecinos, amigos y familiares. Conway huyó, evitando así ser alquitranado y emplumado en 1854.
Sin embargo, casi de inmediato, Conway fue invitado a predicar en la congregación unitaria en Cincinnati, Ohio. Allí se desempeñó como ministro contra la esclavitud desde finales de 1855 hasta después del estallido de la Guerra Civil, en 1861. Sin embargo, cuando en 1859 anunció a la congregación que ya no creía ni en los milagros ni en la divinidad de Cristo, un tercio de la congregación se fue, pero la "Iglesia Libre" sobrevivió. Conway también editó un periódico liberal de corta duración, The Dial, en 1860-1861, vinculando sus puntos de vista espirituales emergentes con su formación trascendentalista. En Cincinnati, conoció mejor a judíos y católicos, y aconsejó no discriminarlos por sus religiones. Una historia que publicó en The Dial se basó en la leyenda artúrica y explicó cómo la espada de Arturo, Excalibur, pasó a manos de George Washington y luego pasó a John Brown, quien la usó en su incursión en Harpers Ferry.

### Guerra civil
Conway se había convertido en editor del semanario contra la esclavitud Commonwealth en Boston, y en 1861, Conway publicó de forma semianónima The Rejected Stone; o Insurrección vs. Resurrección en América, identificándose únicamente como "Nativo de Virginia". El libro se publicó en tres ediciones y finalmente se entregó a los soldados de la Unión después del inicio de la Guerra de Secesión. Durante el año siguiente, Conway abogó por la abolición, incluso en una serie de conferencias del Smithsonian en Washington D. C., lo que le valió a él y al ministro unitario más moderado William Henry Channing una reunión con el presidente Abraham Lincoln para discutir su argumento de que anunciar la abolición debilitaría a la Confederación. Mientras estaba en Washington D. C., Conway localizó a treinta y uno de los esclavos de su padre que habían huido de Virginia a Georgetown. Conway les consiguió boletos de tren y salvoconductos y los escoltó en un peligroso viaje a través de Maryland hasta un lugar seguro en Yellow Springs, Ohio, donde creía que estarían a salvo debido a la cultura de aceptación de la ciudad.
En 1862, durante la ocupación de la Unión antes de la devastadora batalla de Fredericksburg en diciembre de ese año, Conway regresó a Falmouth y se enteró de que la casa de su familia se había salvado de la destrucción debido a su asociación con él, aunque fue requisada para usarla como hospital para soldados heridos. Ese año, Conway publicó otro poderoso llamamiento a la emancipación, La hora dorada (1862). El día de Año Nuevo de 1863, Conway con sus compañeros abolicionistas Julia Ward Howe, Amos Bronson Alcott, Oliver Wendell Holmes Sr., George Luther Stearns. y Wendell Phillips descubrió un busto de mármol de John Brown en la casa de Stearns.
También en 1862, luego de pasar cada vez más tiempo lejos de su iglesia promoviendo la causa abolicionista y cada vez más insatisfecho con el conservadurismo social del unitarismo dominante, Conway dejó el ministerio de esa denominación y mantuvo una relación incómoda e incierta con el unitarismo de Estados Unidos y posteriormente de Inglaterra, hasta que él y Ellen se separaron definitivamente.

### Londres
En abril de 1863, compañeros abolicionistas estadounidenses enviaron a Conway a Londres para convencer al Reino Unido de que la guerra civil estadounidense era principalmente una guerra de abolición, y de no apoyar a la Confederación. Bajo la influencia inglesa, Conway finalmente se puso en contacto con James Murray Mason, representante de los Estados Confederados de América en Gran Bretaña "en nombre de los principales hombres antiesclavistas de América", ofreciendo retirar su apoyo a la continuación de la guerra a cambio de la emancipación de los esclavos. Mason rechazó públicamente la propuesta, avergonzando a los patrocinadores de Conway, quienes rápidamente y con enojo retiraron su apoyo. Además, Conway tuvo que pedir disculpas al Secretario de Estado de Estados Unidos, William H. Seward, quien podría haber solicitado la revocación de su pasaporte por intentar hablar como civil en nombre del gobierno de Estados Unidos.

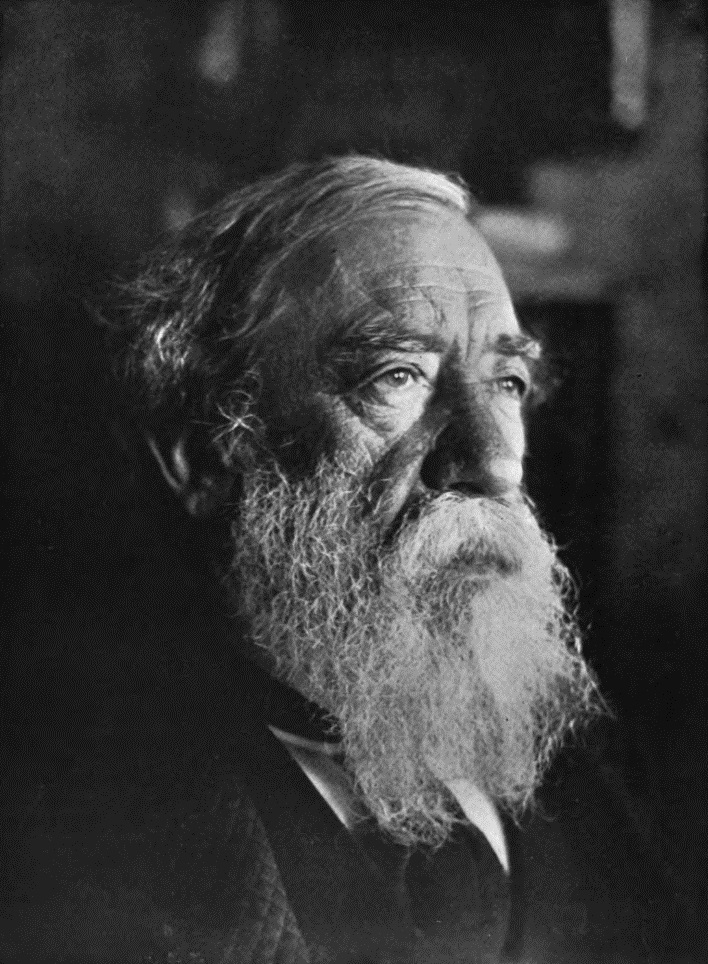
Moncure Daniel Conway

Al ser reclutado para servir en el ejército de la Unión, Conway le pagó a alguien para que ocupara su lugar y así no tener que regresar a Estados Unidos, donde ya no se sentía bienvenido, debido a las sospechosas de traición de amigos y vecinos de la infancia en Virginia. Luego viajó a Italia. Allí se reunió con su esposa e hijos en Venecia, antes de regresar a Londres. Allí, en 1864, se convirtió en ministro de la Capilla de South Place (sirviendo en 1864–65 y 1893–97), así como en líder de la entonces denominada Sociedad Religiosa de South Place en Finsbury, Londres . Conway continuó escribiendo y publicando, incluidos artículos en revistas británicas y estadounidenses, y viajó a París y Rusia. También se desempeñó como corresponsal de guerra durante la guerra franco-prusiana de 1870-1871. Conway publicó biografías de Edmund Randolph, Nathaniel Hawthorne y Thomas Paine, además de actuar como agente estadounidense de Robert Browning y agente literario en Londres de Walt Whitman, Mark Twain, Louisa May Alcott y Elizabeth Cady Stanton.
Conway abandonó el teísmo después de la muerte de su hijo Emerson en 1864. Su pensamiento continuó moviéndose desde el trascendentalismo emersoniano hacia un librepensamiento más humanista. Dirigió los servicios funerarios de su amigo Artemus Ward, y predicó en homenaje a muchas otras figuras literarias famosas. Además, a las mujeres se les permitió predicar en South Place Chapel, entre ellas estaba Annie Besant, de quien la Sra. Conway se había hecho amiga. Sin embargo, la congregación de South Place y Conway pronto dejaron la comunión con la Iglesia Unitaria. Durante un año a partir de noviembre de 1865, se alquiló Cleveland Hall los domingos por la noche para que Conway pudiera "dirigirse a las clases trabajadoras". Sin embargo, el público estaba formado por gente de clase media-baja.
Conway siguió siendo el líder de South Place hasta 1886, cuando Stanton Coit ocupó su lugar. Bajo el liderazgo de Coit, South Place pasó a llamarse la Sociedad Ética de South Place . El mandato de Coit terminó en 1892 en una lucha por el poder que perdió, y Conway retomó el liderazgo hasta su muerte.
Conway asistió al salón de los radicales Peter y Clementia Taylor en Aubrey House en Campden Hill, al oeste de Londres. También fue miembro del "Pen and Pencil Club" de Clementia, en el que jóvenes escritores y artistas leían y exhibían sus obras. Conway se mudó a Notting Hill para estar cerca de la familia Taylor en Aubrey House.
En 1868, Conway fue uno de los cuatro oradores en la primera reunión pública abierta en apoyo del sufragio femenino en Gran Bretaña. Entre sus amigos literarios e intelectuales se encontraban, entre otros, Charles Dickens, Robert Browning, Thomas Carlyle, Charles Lyell y Charles Darwin. En 1878, intentó fundar personalmente un nuevo colegio de mujeres no confesional en la Universidad de Oxford. Atemorizados ante esta perspectiva, los anglicanos se apresuraron a crear Lady Margaret Hall, Oxford, la primera universidad para mujeres en Oxford.
En las décadas de 1870 y 1880, Conway regresó ocasionalmente a los Estados Unidos, donde se reconcilió con su familia de Virginia en 1875. Luego realizó giras en el occidente de Estados Unidos sobre demonología y los ingleses famosos que conocía. En 1897, Conway y su esposa Ellen, enferma terminal de cáncer, regresaron de Londres a la ciudad de Nueva York para cumplir su deseo de morir en suelo estadounidense. Ella murió el día de Navidad; su hijo Dana también murió ese año. A medida que se acercaba la guerra hispanoamericana, Conway se volvió hacia el pacifismo y se desafectó de sus compatriotas, trasladándose a Francia para dedicar gran parte del resto de su vida al movimiento por la paz y a la escritura. Sin embargo, ocasionalmente regresaba a Fredericksburg, donde había llegado a admirar sus logros culturales. Conway también visitó la India y escribió sobre ello poco antes de su muerte.

### India
Conway visitó la India y describió sus experiencias en su libro Mi peregrinación a los sabios de Oriente, publicado en 1906.
Visitó a Helena Blavatsky en 1884 y denunció que las cartas de Mahatma eran fraudulentas. Afirmó que Koot Hoomi era una creación ficticia de Blavatsky, y que Blavatsky "creó la imaginaria Koothoomi (originalmente Kothume) juntando partes de los nombres de sus dos principales discípulos, Olcott y Hume". 

## Muerte
Conway murió solo, en su apartamento en París, a la edad de 75 años. Su cadáver fue encontrado el 15 de noviembre de 1907, y finalmente fue enviado al condado de Westchester, Nueva York, para su sepultura en el cementerio de Kensico.

## Legado
El Conway Hall ubicado en Holborn, Londres, fue bautizado en su honor. En 2004, el gobernador de Virginia, Mark R. Warner, proclamó a Conway como el único descendiente de un padre fundador de Estados Unidos que físicamente actuó para liberar a los esclavos. Tanto Ohio como Virginia han erigido monumentos históricos en su honor, y la casa de la infancia de Conway fue designada como un hito en Estados Unidos y Virginia.

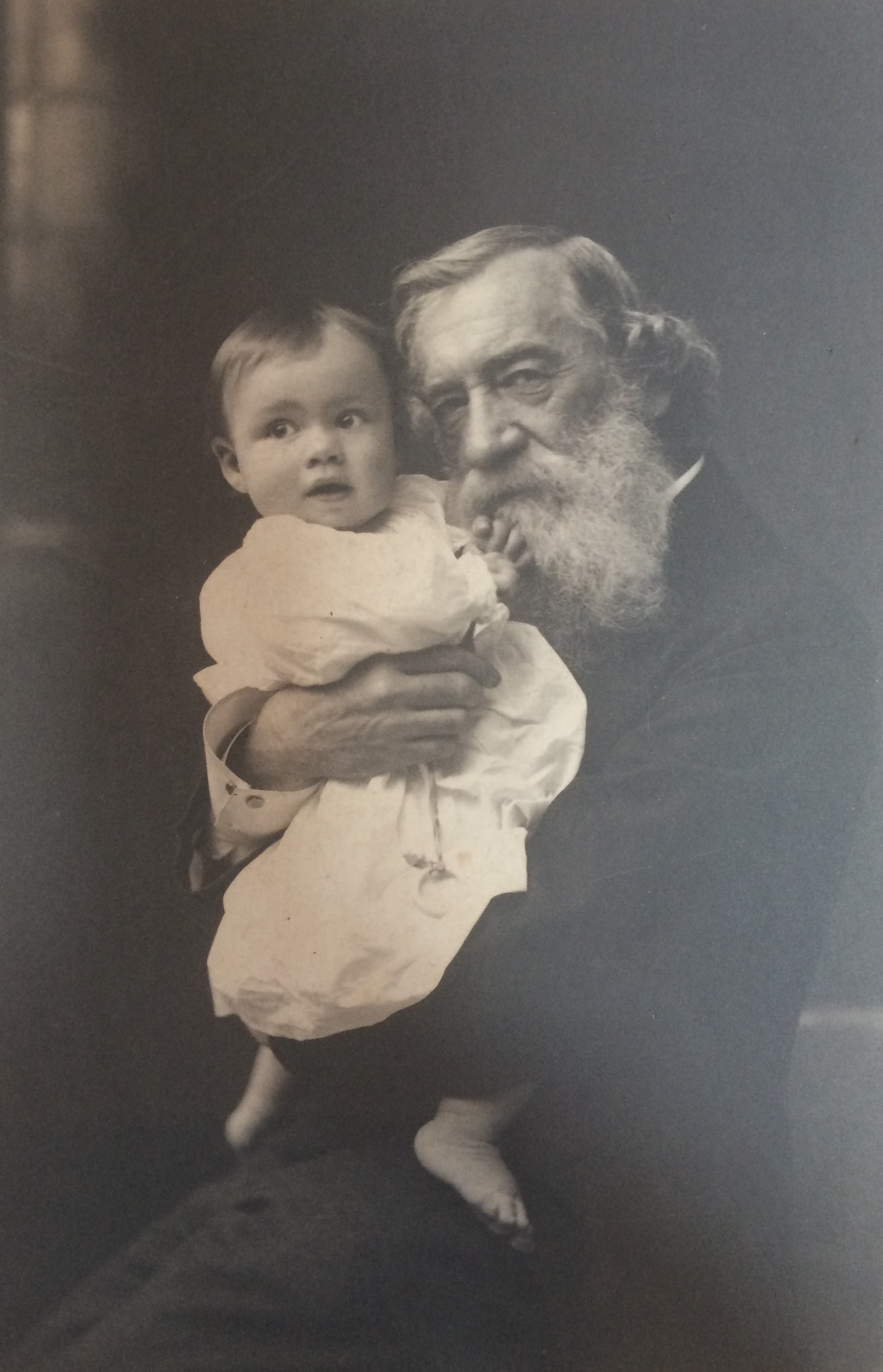
Foto tomada cerca de 1884 de Moncure D. Conway sosteniendo a un bebé

## Obras
- Tratados para hoy (1858) edición en línea
- La historia natural del diablo (1859)
- La Piedra Rechazada: o Insurrección vs. Resurrección en Estados Unidos, por un nativo de Virginia (1861) edición en línea
- La hora dorada (1862) edición en línea
- Testimonios sobre la esclavitud (1864) edición en línea
- La peregrinación a la Tierra (1870) edición en línea
- Supersticiones republicanas ilustradas en la historia política de América (1872) edición en línea
- Cristianismo (1876) edición en línea
- Ídolos e ideales, con un ensayo sobre el cristianismo (1877) edición en línea
- Demonology and Devil Lore (2 vols., 1878) edición en línea
- Un collar de historias (1880) edición en línea
- Thomas Carlyle (1881) edición en línea
- El judío errante (1881) edición en línea
- Emerson en casa y en el extranjero (1882) edición en línea
- Viajes por South Kensington: con notas sobre arte decorativo y arquitectura en Inglaterra (1882) edición en línea
- Lecciones del día (1882) edición en línea
- El mito de San Patricio (1883)
- Pine and Palm: A Novel (2 vols., 1887) edición en línea
- Vida y artículos de Edmund Randolph (1888) edición en línea
- Vida de Nathaniel Hawthorne (1890) edición en línea
- Reglas de civilidad de George Washington: rastreadas hasta sus fuentes y restauradas (1890) edición en línea
- La vida de Thomas Paine con un boceto inédito de Paine por William Cobbett (2 vols., 1892) edición en línea
- Los escritos de Thomas Paine (1894) edición en línea
- Salomón y la literatura salomónica (1899) edición en línea
- Autobiografía, Memorias y Experiencias (2 vols., 1904) edición en línea
- Mi peregrinación a los Reyes Magos de Oriente (1906) edición en línea